# Hayedos primarios de los Cárpatos y otras regiones de Europa
Los Hayedos primarios de los Cárpatos y otras regiones de Europa constituyen una propiedad natural patrimonio de la Humanidad de carácter transnacional compuesto por más de cincuenta bosques, principalmente de hayas, distribuidos por una docena de países europeos.  
Este sitio protege los últimos vestigios de los bosques primarios templados que una vez ocuparon gran parte del continente europeo.  
Originalmente el sitio se centraba únicamente en un área concreta de los Cárpatos y fue producto de la cooperación entre Ucrania y Eslovenia, que presentaron al Patrimonio de la Humanidad un sitio compuesto por casi 30.000 hectáreas de bosques, que incluía 10 localizaciones a lo largo un eje de 185 km desde las Montañas Rakhiv y la cordillera Chornohirskyi en Ucrania, al oeste a lo largo de la Cresta Poloniana, hasta Bukovské vrchy y las montañas Vihorlat en Eslovaquia. Fueron declarados Patrimonio de la Humanidad en 2007.  
En 2011, la Unesco admitió la ampliación del sitio con cinco hayedos de Alemania, que sumaron 4.391 hectáreas de bosques alemanes a las 29.278 hectáreas procedentes de los hayedos ucranianos y eslovacos.
A raíz de este hecho, numerosos países europeos que contaban también con hayedos primarios pidieron añadir sus bosques a la denominación. En 2017, la Unesco extendió el bien a numerosos bosques situados en 12 países de Europa llegando a su extensión actual. En 2018, Serbia, Montenegro y Suiza incluyeron más bosques en la lista tentativa, por lo que es posible que este sitio se amplié todavía más en los años venideros. 
Los bosques protegidos por la declaración forman un ejemplo sobresaliente de bosques templados complejos, tranquilos. Contienen una reserva genética inapreciable de hayas y muchas especies asociadas, y dependientes, de estos hábitats boscosos. Son también un ejemplo sobresaliente de recolonización y desarrollo de ecosistemas terrestres y comunidades después de la última Edad de Hielo, un proceso que aún está en curso.

## Valor universal excepcional
Estos bosques muestran las pautas ecológicas más completas y amplias y procesos de lugares puros de haya europea cruzando una variedad de condiciones medioambientales. Los bosques primarios de haya de los Cárpatos son indispensables para comprender la historia y la evolución del género Fagus, que, dada su amplia distribución en el hemisferio norte y su importancia ecológica, es globalmente significativo. Estos hayedos sin tocar, templados, son uno de los elementos boscosos más importantes del bioma boscoso de hoja ancha templado. 
Los componentes individuales de esta propiedad son de tamaño suficiente para mantener los procesos naturales necesarios para la viabilidad ecológica a largo plazo de los ecosistemas y hábitats de la propiedad. La implementación efectiva del plan de manejo integrado se requiere para guiar el planeamiento y administración de esta propiedad por entregas. Los puntos claves de la gestión incluyen el control de incendios y la conservación de árboles antiguos monumentales, conservación y manejo de praderas de montaña, corredores fluviales y ecosistemas de agua dulce, manejo del turismo, investigación y vigilancia.
Aparte de Havešová, Rožok y Stužica (todos ellos ubicados en Bukovské vrchy) hay un cuarto componente situado en Eslovaquia, a saber, Kyjovský prales de Vihorlat. Las ubicaciones ucranianas incluyen Chornohora, Kuziy-Trybushany, Maramosh, Stuzhytsia–Uzhok, Svydovets y Uholka–Shyrikyi Luh. Sin embargo, sólo unos pocos de los diez componentes son accesibles a los visitantes. Stužica es por ejemplo el único de estas tres localizaciones en Bukovske vrchy (Eslovaquia) con rutas de senderismo.
La mayor parte de los componentes de Eslovaquia del lugar patrimonio de la Humanidad están situadas en el Parque Nacional de Poloniny en el extremo oriental y también la parte menos poblada del país. El parque nacional fue creado el 1 de octubre de 1997 con una zona protegida de 298,05 km² y una zona de protección de 109,73 km².

## Hayedos Patrimonio de la Humanidad
| N.º         | Bien protegido                                           | Tipo de reserva natural                                               | Región                            | País       | Zona protegida | Zona de respeto |
| ----------- | -------------------------------------------------------- | --------------------------------------------------------------------- | --------------------------------- | ---------- | -------------- | --------------- |
| 1133-006    | Stužnica – Bukovské vrchy                                | Parque nacional de Poloniny                                           | Prešov                            | Eslovaquia | 2950 ha        | 11300 ha        |
| 1133-005    | Rožok                                                    | Áreas preservadas de Prešov                                           | Prešov                            | Eslovaquia | 67,1 ha        | 41,4 ha         |
| 1133-010    | Vihorlat                                                 | Áreas preservadas de Prešov                                           | Prešov                            | Eslovaquia | 2578 ha        | 2413 ha         |
| 1133-002    | Bosque primario de Havešová                              | Áreas preservadas de Prešov                                           | Prešov                            | Eslovaquia | 171,3 ha       | 63,9 ha         |
| 1133bis-011 | Jasmund                                                  | Parque nacional de Jasmund                                            | Mecklemburgo-Pomerania Occidental | Alemania   | 492,5 ha       | 2510,5 ha       |
| 1133bis-012 | Serrahn                                                  | Parque nacional Müritz                                                | Mecklemburgo-Pomerania Occidental | Alemania   | 268,1 ha       | 2568 ha         |
| 1133bis-013 | Grumsin                                                  | Reserva Natural del Bosque de Grumsin                                 | Brandenburgo                      | Alemania   | 590,1 ha       | 274,3 ha        |
| 1133bis-014 | Hainich                                                  | Parque nacional Hainich                                               | Turingia                          | Alemania   | 1573,4 ha      | 4085,4 ha       |
| 1133bis-015 | Kellerwald                                               | Parque nacional Kellerwald-Edersee                                    | Hesse                             | Alemania   | 1467,1 ha      | 4271,4 ha       |
| 1133ter-064 | Hayedos de Ayllón - Tejera Negra                         | Parque natural de la Sierra Norte de Guadalajara                      | Castilla-La Mancha                | España     | 255,52 ha      | 13880,86 ha *   |
| 1133ter-065 | Hayedos de Ayllón - Hayedo de Montejo                    | Sitio Natural de Interés Nacional del Hayedo de Montejo de la Sierra  | Comunidad de Madrid               | España     | 71,79 ha       | 13880,86 ha *   |
| 1133ter-066 | Hayedos de Navarra - Lizardoia                           | Reserva Integral de Lizardoia                                         | Navarra                           | España     | 63,97 ha       | 24494,52 ha *   |
| 1133ter-067 | Hayedos de Navarra - Aztaparreta                         | Reserva Integral del Barranco de Aztaparreta                          | Navarra                           | España     | 171,06 ha      | 24494,52 ha *   |
| 1133ter-068 | Hayedos de Picos de Europa- Hayedo de Cuesta Fría        | Parque nacional de Picos de Europa                                    | Castilla y León                   | España     | 213,65 ha      | 14253 ha*       |
| 1133ter-069 | Hayedos de Picos de Europa - Canal de Asotín             | Parque nacional de Picos de Europa                                    | Castilla y León                   | España     | 109,58 ha      | 14253 ha*       |
| 1133ter-019 | Kalkalpen-Hintergebirg                                   | Parque nacional Kalkalpen                                             | Alta Austria                      | Austria    | 2946,2 ha      | 14197,24 ha *   |
| 1133ter-020 | Kalkalpen-Bodinggraben                                   | Parque nacional Kalkalpen                                             | Alta Austria                      | Austria    | 890,89 ha      | 14197,24 ha *   |
| 1133ter-021 | Kalkalpen-Urlach                                         | Parque nacional Kalkalpen                                             | Alta Austria                      | Austria    | 264,82 ha      | 14197,24 ha *   |
| 1133ter-022 | Kalkalpen-Wilder Graben                                  | Parque nacional Kalkalpen                                             | Alta Austria                      | Austria    | 1149,75 ha     | 14197,24 ha *   |
| 1133ter-018 | Dürrenstein                                              | Selva de Dürrenstein                                                  | Baja Austria, Estiria             | Austria    | 1867,45 ha     | 1545,05 ha      |
| 1133ter-016 | Lumi i Gashit                                            | Parque nacional del valle Valbona                                     | Kukës                             | Albania    | 1261,52 ha     | 8977,48 ha      |
| 1133ter-017 | Rrajca                                                   | Parque nacional Shebenik-Jabllanica                                   | Elbasan                           | Albania    | 2129,45 ha     | 2569,75 ha      |
| 1133ter-023 | Bosque de Soignes - Reserva Forestal “Joseph Zwaenepoel” | Bosque de Soignes                                                     | Flandes                           | Bélgica    | 187,34 ha      | 4650,86 ha *    |
| 1133ter-024 | Bosque de Soignes - Grippensdelle A                      | Bosque de Soignes                                                     | Bruselas                          | Bélgica    | 24,11 ha       | 4650,86 ha *    |
| 1133ter-025 | Bosque de Soignes - Grippensdelle B                      | Bosque de Soignes                                                     | Bruselas                          | Bélgica    | 37,38 ha       | 4650,86 ha *    |
| 1133ter-026 | Bosque de Soignes - Reserva forestal de Ticton A         | Bosque de Soignes                                                     | Valonia                           | Bélgica    | 13,98 ha       | 4650,86 ha *    |
| 1133ter-027 | Bosque de Soignes - Reserva forestal de Ticton B         | Bosque de Soignes                                                     | Valonia                           | Bélgica    | 6,5 ha         | 4650,86 ha *    |
| 1133ter-028 | Balcanes Centrales - Reserva de Boatin                   | Parque Nacional de los Balcanes Centrales                             | Lovech                            | Bulgaria   | 1226,88 ha     | 851,22 ha       |
| 1133ter-029 | Balcanes Centrales - Reserva de Tsarichina               | Parque Nacional de los Balcanes Centrales                             | Lovech                            | Bulgaria   | 1485,81 ha     | 1945,99 ha      |
| 1133ter-030 | Balcanes Centrales - Reserva de Kozya Stena              | Parque Nacional de los Balcanes Centrales                             | Lovech                            | Bulgaria   | 644,43 ha      | 289,82 ha       |
| 1133ter-031 | Balcanes Centrales - Reserva de Steneto                  | Parque Nacional de los Balcanes Centrales                             | Lovech                            | Bulgaria   | 2466,1 ha      | 1762,01 ha      |
| 1133ter-032 | Balcanes Centrales - Reserva de Stara Reka               | Parque Nacional de los Balcanes Centrales                             | Plovdiv                           | Bulgaria   | 591,2 ha       | 1480,04 ha      |
| 1133ter-033 | Balcanes Centrales - Reserva de Djendema                 | Parque Nacional de los Balcanes Centrales                             | Plovdiv                           | Bulgaria   | 1774,12 ha     | 2576,63 ha      |
| 1133ter-034 | Balcanes Centrales - Reserva de Severen Djendem          | Parque Nacional de los Balcanes Centrales                             | Lovech                            | Bulgaria   | 926,37 ha      | 1066,47 ha      |
| 1133ter-035 | Balcanes Centrales - Reserva de Peeshti Skali            | Parque Nacional de los Balcanes Centrales                             | Gabrovo, Lovech                   | Bulgaria   | 1049,1 ha      | 968,14 ha       |
| 1133ter-036 | Balcanes Centrales - Reserva de Sokolna                  | Parque Nacional de los Balcanes Centrales                             | Stara Zagora                      | Bulgaria   | 824,9 ha       | 780,55 ha       |
| 1133ter-062 | Krokar                                                   | Reserva forestal del Bosque Virgen de Krokar                          | Kočevje                           | Eslovenia  | 74,50 ha       | 47,90 ha        |
| 1133ter-063 | Snežnik – Ždrocle                                        | Reserva forestal de Snežnik – Ždrocle                                 | Ilirska Bistrica, Cerknica        | Eslovenia  | 720,24 ha      | 128,80 ha       |
| 1133ter-038 | Parque nacional de Paklenica - Suva draga-Klimenta       | Parque nacional de Paklenica                                          | Zadar y Lika-Senj                 | Croacia    | 1241,04 ha     | 414,76 ha       |
| 1133ter-039 | Parque nacional de Paklenica - Oglavinovac-Javornik      | Parque nacional de Paklenica                                          | Lika-Senj y Zadar                 | Croacia    | 790,74 ha      | 395,35 ha       |
| 1133ter-037 | Reservas Estrictas de Hajdučki y Rožanski Kukovi         | Parque nacional Sjeverni Velebit                                      | Lika-Senj                         | Croacia    | 1289,11 ha     | 9869,25 ha      |
| 1133ter-050 | Cheile Nerei-Beuşniţa                                    | Parque nacional Cheile Nerei-Beuşniţa                                 | Caraș-Severin                     | Rumanía    | 4292,27 ha     | 5959,87 ha      |
| 1133ter-051 | Bosque secular de Șinca                                  | Bosque secular de Șinca                                               | Brașov                            | Rumanía    | 338,24 ha      | 445,76 ha       |
| 1133ter-052 | Bosque secular de Slătioara                              | Bosque secular de Slătioara                                           | Suceava                           | Rumanía    | 609,12 ha      | 429,43 ha       |
| 1133ter-053 | Cozia - Macizo de Cozia                                  | Parque nacional Cozia                                                 | Vâlcea                            | Rumanía    | 2285,26 ha     | 2408,83 ha *    |
| 1133ter-054 | Cozia - Lotrisor                                         | Parque nacional Cozia                                                 | Vâlcea                            | Rumanía    | 1103,3 ha      | 2408,83 ha *    |
| 1133ter-055 | Domogled - Valea Cernei - Domogled-Coronini- Bedina      | Parque nacional Domogled-Valea Cernei                                 | Caraș-Severin, Mehedinți,         | Rumanía    | 5110,63 ha     | 51461,28 ha *   |
| 1133ter-056 | Domogled - Valea Cernei - Iauna Craiovei                 | Parque nacional Domogled-Valea Cernei                                 | Caraș-Severin, Gorj, Mehedinți    | Rumanía    | 3517,36 ha     | 51461,28 ha *   |
| 1133ter-057 | Domogled - Valea Cernei- Ciucevele Cernei                | Parque nacional Domogled-Valea Cernei                                 | Gorj                              | Rumanía    | 1104,27 ha.    | 51461,28 ha *   |
| 1133ter-058 | Groșii Țibleșului - Izvorul Șurii                        | Groșii Țibleșului                                                     | Maramureș                         | Rumanía    | 210,55 ha      | 563,57 ha *     |
| 1133ter-059 | Groșii Țibleșului - Preluci                              | Groșii Țibleșului                                                     | Maramureș                         | Rumanía    | 135,82 ha      | 563,57 ha *     |
| 1133ter-060 | Izvoarele Nerei                                          | Parque nacional Semenic-Cheile Caraşului                              | Caraș-Severin                     | Rumanía    | 4677,21 ha     | 2494,83 ha      |
| 1133ter-061 | Strîmbu Băiuț                                            | Strîmbu Băiuț                                                         | Maramureș                         | Rumanía    | 598,14 ha      | 713,09 ha       |
| 1133-001    | Chornohora                                               | Reserva de la Biosfera de los Cárpatos                                | Zakarpatia                        | Ucrania    | 2476,8 ha      | 12925 ha        |
| 1133-009    | Uholka – Shyrikyi Luh                                    | Reserva de la Biosfera de los Cárpatos                                | Zakarpatia                        | Ucrania    | 11860 ha       | 3301 ha         |
| 1133-008    | Svydovets                                                | Reserva de la Biosfera de los Cárpatos                                | Zakarpatia                        | Ucrania    | 3030,5 ha      | 5639,5 ha       |
| 1133-004    | Maramarosh                                               | Reserva de la Biosfera de los Cárpatos                                | Zakarpatia                        | Ucrania    | 2243,6 ha      | 6230,4 ha       |
| 1133-003    | Kuziy – Trybushany                                       | Reserva de la Biosfera de los Cárpatos                                | Zakarpatia                        | Ucrania    | 1369,6 ha      | 3163,4 ha       |
| 1133-007    | Stuzhytsia – Uzhok                                       | Parque natural Nacional de Uzh                                        | Zakarpatia                        | Ucrania    | 2532 ha        | 3615 ha         |
| 1133ter-070 | Gorgany                                                  | Reserva Natural de Gorgany                                            | Ivano-Frankivsk                   | Ucrania    | 753,48 ha      | 4637,59 ha      |
| 1133ter-071 | Roztochya                                                | Reserva de la Biosfera de Roztochya                                   | Leópolis                          | Ucrania    | 384,81 ha      | 598,21 ha       |
| 1133ter-072 | Satanіvska Dacha                                         | Parque nacional natural Podilski Tovtry                               | Óblast de Jmelnitski              | Ucrania    | 212,01 ha      | 559,37 ha       |
| 1133ter-073 | Synevyr - Darvaika                                       | Parque nacional natural de Synevyr                                    | Zakarpatia                        | Ucrania    | 1588,46 ha     | 312,32 ha       |
| 1133ter-074 | Synevyr - Kvasovets                                      | Parque nacional natural de Synevyr                                    | Zakarpatia                        | Ucrania    | 561,62 ha      | 333,63 ha       |
| 1133ter-075 | Synevyr - Strymba                                        | Parque nacional natural de Synevyr                                    | Zakarpatia                        | Ucrania    | 260,65 ha      | 191,14 ha       |
| 1133ter-076 | Synevyr - Vilshany                                       | Parque nacional natural de Synevyr                                    | Zakarpatia                        | Ucrania    | 454,31 ha      | 253,85 ha       |
| 1133ter-077 | Zacharovanyi Krai - Irshavka                             | Parque nacional natural de Zacharovanyi Krai                          | Zakarpatia                        | Ucrania    | 93,97 ha       | 1275,44 ha *    |
| 1133ter-078 | Zacharovanyi Krai - Velykyi Dil                          | Parque nacional natural de Zacharovanyi Krai                          | Zakarpatia                        | Ucrania    | 1164,16 ha     | 1275,44 ha *    |
| 1133ter-040 | Abruzos, Lacio y Molise - Valle Cervara                  | Parque nacional de los Abruzos, Lacio y Molise                        | Abruzos                           | Italia     | 119,7 ha       | 751,61 ha*      |
| 1133ter-041 | Abruzos, Lacio y Molise - Selva Moricento                | Parque nacional de los Abruzos, Lacio y Molise                        | Abruzos                           | Italia     | 192,7 ha       | 751,61 ha*      |
| 1133ter-042 | Abruzos, Lacio y Molise - Coppo del Morto                | Parque nacional de los Abruzos, Lacio y Molise                        | Abruzos                           | Italia     | 104,71 ha      | 415,51 ha       |
| 1133ter-043 | Abruzos, Lacio y Molise - Coppo del Principe             | Parque nacional de los Abruzos, Lacio y Molise                        | Abruzos                           | Italia     | 194,49 ha      | 446,62 ha       |
| 1133ter-044 | Abruzos, Lacio y Molise - Val Fondillo                   | Parque nacional de los Abruzos, Lacio y Molise                        | Abruzos                           | Italia     | 325,03 ha      | 700,95 ha       |
| 1133ter-045 | Cozzo Ferriero                                           | Parque nacional del Pollino                                           | Basilicata, Calabria              | Italia     | 95,74 ha       | 482,61 ha       |
| 1133ter-046 | Foresta Umbra                                            | Parque nacional del Gargano                                           | Apulia                            | Italia     | 182,23 ha      | 1.752,54 ha     |
| 1133ter-047 | Monte Cimino                                             | Monte Cimino                                                          | Lacio                             | Italia     | 57,54 ha       | 87,96 ha        |
| 1133ter-048 | Monte Raschio                                            | Parque natural regional del complejo lacustre de Bracciano-Martignano | Lacio                             | Italia     | 73,73 ha       | 54,75 ha        |
| 1133ter-049 | Sasso Fratino                                            | Parque nacional de Foreste Casentinesi, Monte Falterona y Campigna    | Emilia-Romaña, Toscana            | Italia     | 781,43 ha      | 6.936,64 ha     |

| Hayedos primarios de los Cárpatos y otras regiones de Europa está ubicado en Europa |
| Localización de los Hayedos Primarios Patrimonio de la Humanidad en Europa.         |